# Lancer du javelot masculin aux championnats du monde d'athlétisme 1997
Navigation
Göteborg 1995 Séville 1999
L'épreuve du lancer du javelot masculin des championnats du monde d'athlétisme 1997 s'est déroulée les 3 et 5 août 1997 au Stade olympique d'Athènes, en Grèce. Elle est remportée par le Sud-africain Marius Corbett .

## Résultats

### Finale
| Rang               | Athlète           | Pays           | Essais | Essais | Essais | Essais | Essais | Essais | Marque  | Notes |
| Rang               | Athlète           | Pays           | 1      | 2      | 3      | 4      | 5      | 6      | Marque  | Notes |
| ------------------ | ----------------- | -------------- | ------ | ------ | ------ | ------ | ------ | ------ | ------- | ----- |
| Médaille d'or      | Marius Corbett    | Afrique du Sud | 76.58  | 88.40  | 87.40  | 83.84  | 84.54  | 82.42  | 88.40 m | AR    |
| Médaille d'argent  | Steve Backley     | Royaume-Uni    | 82.94  | 84.74  | X      | X      | 83.20  | 86.80  | 86.80 m |       |
| Médaille de bronze | Kostas Gatsioudis | Grèce          | 81.70  | 86.64  | 83.98  | X      | X      | X      | 86.64 m |       |
| 4                  | Mick Hill         | Royaume-Uni    | 84.48  | 86.54  | X      | 83.64  | X      | 83.04  | 86.54 m | SB    |
| 5                  | Sergey Makarov    | Russie         | 84.56  | 86.32  | 84.70  | 81.94  | 83.16  | 84.48  | 86.32 m |       |
| 6                  | Boris Henry       | Allemagne      | 84.54  | 78.50  | 82.90  | 82.48  | 83.46  | 84.42  | 84.54 m |       |
| 7                  | Emeterio González | Cuba           | 82.08  | 82.22  | 83.56  | 79.20  | X      | 79.72  | 83.56 m | NR    |
| 8                  | Aki Parviainen    | Finlande       | 75.18  | 82.80  | X      | X      | X      | X      | 82.80 m |       |
| 9                  | Jan Železný       | Tchéquie       | X      | X      | 82.04  |        |        |        | 82.04 m |       |
| 10                 | Gregor Högler     | Autriche       | 81.00  | 80.18  | 81.56  |        |        |        | 81.56 m |       |
| 11                 | Andrey Moruyev    | Russie         | 81.26  | 81.38  | 78.00  |        |        |        | 81.38 m |       |
| 12                 | Patrik Bodén      | Suède          | 78.68  | 76.14  | 80.66  |        |        |        | 80.66 m |       |

## Légende
Records et Performances
- AR : Record continental (area record)
- CR : Record des championnats (championship record)
- MR : Record du meeting (meet record)
- NR : Record national (national record)
- OR : Record olympique (olympic record)
- PR : Record paralympique (paralympic record)
- PB : Record personnel (personal best)
- SB : Meilleure performance personnelle de la saison (season's best)
- WL : Meilleure performance mondiale de l'année (world leader)
- WJR : Record du monde junior (world junior record)
- WR : Record du monde (world record)

Circonstances et Conditions
- DNF : N'a pas terminé (did not finish)
- DNS : N'a pas pris le départ (did not start)
- DQ : Disqualification (disqualification)
- NM : Aucun essai valable enregistré (No Mark)
- Q : Qualifié « directement » au prochain tour (ou à la prochaine compétition), lors d'une compétition majeure, grâce au classement ou à la réalisation des minima (automatic qualifier)
- q : Qualifié au prochain tour (ou à la prochaine compétition), lors d'une compétition majeure, grâce au repêchage ou à la réalisation de l'une des meilleures performances parmi celles des « non qualifiés directement » (grâce au meilleur temps ou à la meilleure distance par exemple) (secondary qualifier)